# Hasan Nuhanović
Hasan Nuhanović (Zvornik, 2 aprile 1968) è un traduttore bosniaco sopravvissuto al Massacro di Srebrenica.

## Biografia
Impegnato per la giustizia e il riconoscimento delle responsabilità dell'ONU,  ha perso l'intera famiglia (padre, madre e fratello minore) che sono stati consegnati dalle truppe ONU alle forze dell'esercito serbo-bosniaco di Ratko Mladić alla base di Potočari in seguito alla caduta di Srebrenica nel luglio del 1995. Il giornalista investigativo Dragan Stanimirović lo ha definito l'"Elie Wiesel della Bosnia", collegandolo al superstite del genocidio dell'Olocausto.
Il 5 luglio 2011 il tribunale dell'Aja ha riconosciuto che le truppe olandesi del Dutchbat sono state responsabili della morte del padre e del fratello di Hasan Nuhanović e di Rizo Mustafić, un elettricista che lavorava a Potočari per il Dutchbat, avendoli consegnati deliberatamente alle truppe serbo-bosniache che li uccisero a sangue freddo.